# Silnice II/497
Silnice II/497 je silnice II. třídy, která vede z Uherského Hradiště do Bohuslavic u Zlína. Je dlouhá 17,8 km. Prochází jedním krajem a dvěma okresy.

## Vedení silnice

### Zlínský kraj, okres Uherské Hradiště
- Uherské Hradiště (křiž. I/55)
- Mařatice
- Jarošov
- Kněžpole (křiž. III/49729, III/49728)
- Včelary
- Bílovice (křiž. III/49724, III/49714)
- Březolupy (křiž. III/49710)

### Zlínský kraj, okres Zlín
- Šarovy
- Bohuslavice u Zlína (křiž. II/490)